# Bahnhof München-Pasing

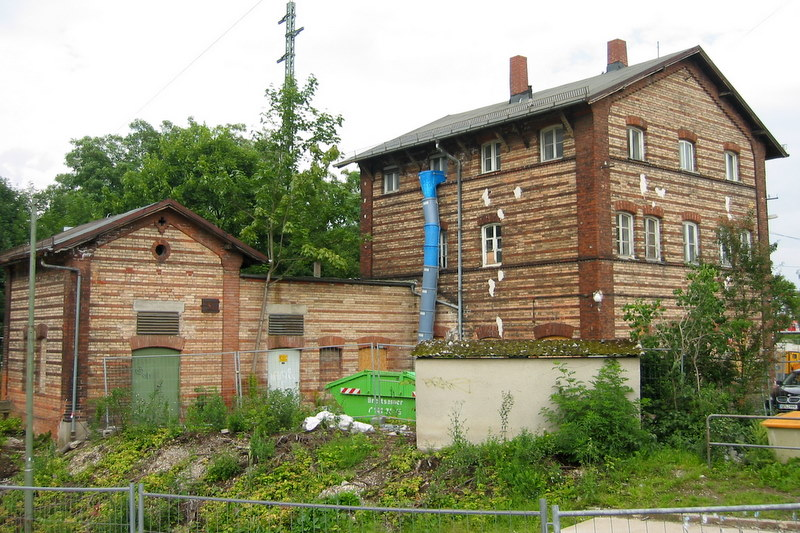
Alter Pasinger Bahnhof, Zustand 2008

Der Bahnhof München-Pasing, im S-Bahn-Verkehr als Pasing bezeichnet, ist ein im Westen Münchens im Stadtteil Pasing gelegener Fernverkehrsbahnhof der Deutschen Bahn mit neun Bahnsteiggleisen und fünf bahnsteiglosen Durchgangsgleisen, die den Bahnhof von Ost-Südost nach West-Nordwest durchqueren. Westlich des Bahnhofs befindet sich ein Betriebsbahnhof zur Zugbereitstellung für den Münchner Hauptbahnhof, östlich ein Güterbahnhof.
Mit täglich insgesamt 139.000 Reisenden und Besuchern zählt er zu den 20 meistfrequentierten Bahnhöfen im Netz der Deutschen Bahn. Mit 100.000 Fahrgästen und 1000 Zügen pro Tag gilt er als einer der größten Bahnhöfe Bayerns. Er hat ein Einzugsgebiet von etwa 400.000 Einwohnern und wird täglich von über 85.000 Ein-, Aus- und Umsteigern frequentiert, zu denen noch ca. 40.000 Benutzer der Unterführung kommen, die diese als Stadtteilverbindung nutzen.

## Geschichte
Nachdem von der München-Augsburger Eisenbahn-Gesellschaft bis Lochhausen 1839 ein erster Abschnitt der Bahnstrecke München–Augsburg errichtet worden war, erhielt mit der Verlängerung der Strecke von Lochhausen nach Augsburg die am westlichen Münchner Stadtrand gelegene Gemeinde Pasing am 7. Oktober 1840 einen eigenen Haltepunkt mit zwei Holzhäuschen. 1847 wurde in Pasing im Süden der Gleisanlagen ein von Friedrich Bürklein entworfenes, backsteinernes Stationsgebäude errichtet. Dieses wurde 2011 restauriert und gilt als „Miniatur-Replik des Münchner Urhauptbahnhofs“. Bürklein hat ebenfalls den Münchner Hauptbahnhof sowie das Maximilianeum und die Backsteingebäude der Maximilianstraße entworfen. Dieses Gebäude, ein zweigeschossiger Bau mit zwei Seitenflügeln und einer Wartehalle, ist der älteste noch erhaltene Bahnhof in Oberbayern. Erst am 21. Mai 1854, zur Eröffnung der Strecke nach Starnberg, die sich in Pasing von der Strecke Richtung Lochhausen trennt, wurde der Haltepunkt zu einem Bahnhof aufgewertet.

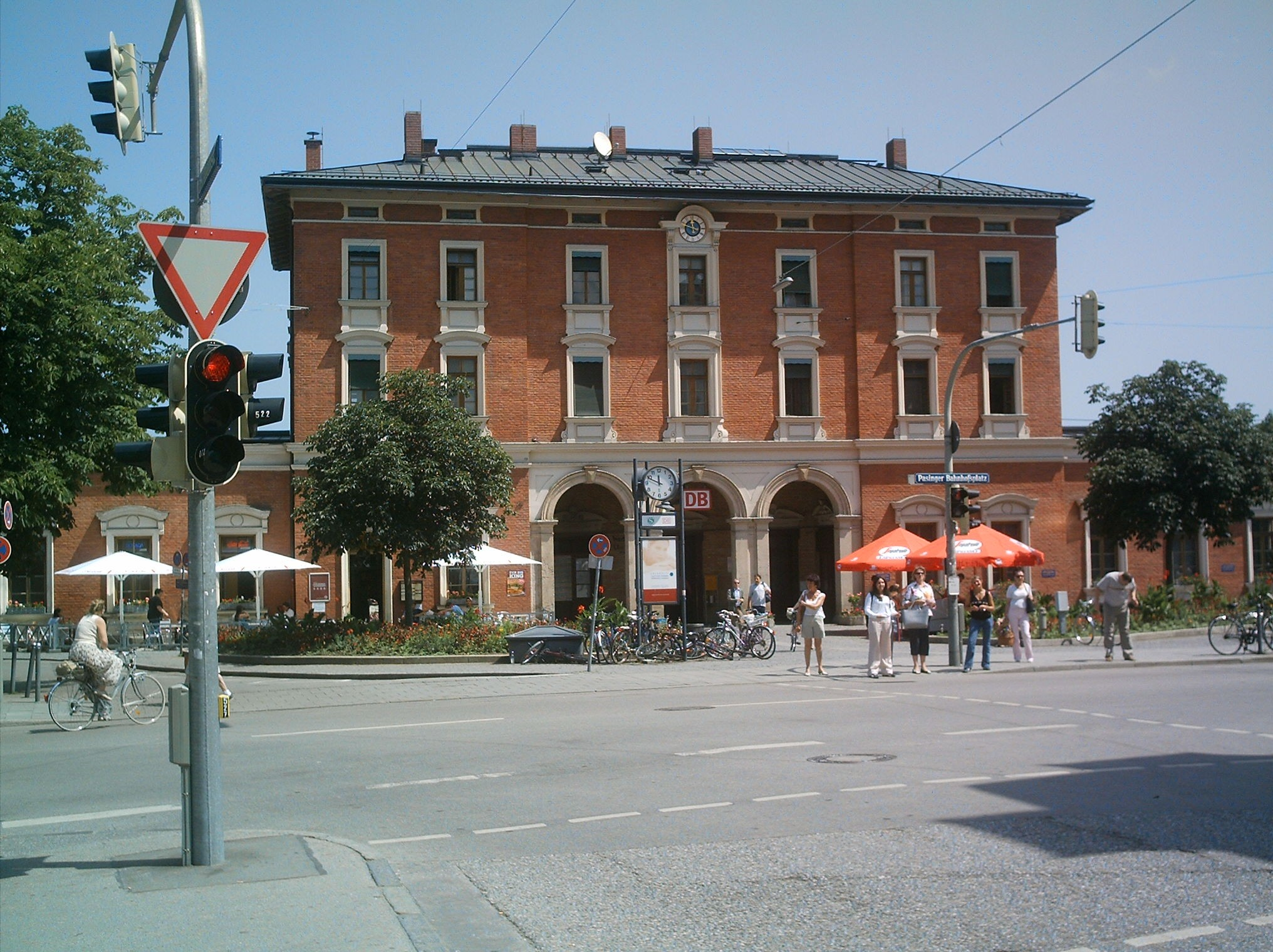
Südseite des Empfangsgebäudes 2006

Als nur kurze Zeit später mit dem Bau der Bahnstrecke München–Buchloe begonnen wurde, musste der Bahnhof 1873 auch aufgrund des starken Wachstums der Gemeinde auf sechs Gleise mit 25 Wärterhäuschen erweitert werden. Damit einher ging der Bau eines neuen, größeren Empfangsgebäudes. Dieses heute noch benutzte und unter Denkmalschutz stehende Bahnhofsgebäude wurde von Georg Friedrich Seidel geplant, einhundert Meter westlich des alten „Bürklein-Bahnhofes“ errichtet und am 1. Mai 1873 für den Publikumsverkehr geöffnet. Weiterhin wurde nördlich der Strecke ein Güterschuppen gebaut.
Aufgrund der günstigen Verkehrsanbindung zur Nachbarstadt München und der Lage am Verzweigungspunkt von vier Bahnstrecken – 1903 kam die letzte Strecke nach Herrsching hinzu – entwickelte sich Pasing schnell zu einem beliebten Zielpunkt für Ausflugsfahrten und der Bahnhof zu einem bedeutenden Verkehrsknotenpunkt. Im Jahr 1874 wurden im Pasinger Bahnhof bereits 64.842 Fahrscheine verkauft, um die Jahrhundertwende betrug diese Zahl mehr als eine Million. Zur Stadterhebung am 1. Januar 1905 bestand ein 7,5-Minuten-Takt zwischen Pasing und dem 12 Zugminuten entfernten Münchner Hauptbahnhof – eine Zugdichte, die dem heutigen S-Bahn-Verkehr nahekommt. Auch die Entwicklung Pasings zur „Schulstadt“ im Westen Münchens förderte den Verkehr. Um 1900 wurde östlich des Personenbahnhofs ein Güterbahnhof eingerichtet. Zwischen 1916 und 1927 wurden die den Bahnhof Pasing passierenden Strecken elektrifiziert.
Nach der vom NS-Regime betriebenen Zwangseingemeindung Pasings nach München 1938 erhielt der Bahnhof am 1. Oktober desselben Jahres den offiziellen Namen München-Pasing. Von den weitreichenden Plänen der Reichsbahnbaudirektion München zur Umgestaltung der Münchner Bahnanlagen, die unter anderem die Umwandlung und Verlegung des Münchner Hauptbahnhofes in einen Durchgangsbahnhof auf Höhe der Friedenheimer Brücke und die Errichtung einer Prachtstraße zwischen Stachus und Pasing beinhalteten, kam wegen des Kriegsausbruchs nur der Bau eines Betriebs- und Abstellbahnhofes westlich des auch als Westbahnhof bezeichneten Pasinger Bahnhofes und kleinere weitere Betriebsbauten zur Ausführung. Die schon in dieser Zeit angedachte Einführung eines S-Bahn-Systems in München wurde erst etwa 30 Jahre später, nämlich 1972, verwirklicht.
Zwischen 1951 und 1958 wurde im Rahmen weiterer umfangreicher Kapazitätsausweitungen das gesamte Gleisfeld um rund 60 Meter nach Norden verschoben und rund zwei Meter höher gelegt. Die alten Bahnsteige wurden entfernt beziehungsweise erneuert. Die im Bahnhofsbereich befindlichen Unterführungen wurden renoviert, unter dem westlichen Teil des Gleisfeldes entstand ein Post- und Gepäcktunnel mit Aufzügen zu den Bahnsteigen. Das Empfangsgebäude stand nunmehr von den Gleisanlagen getrennt. Weiterhin wurden zwischen 1954 und 1957 die bisherigen sechs Stellwerke des Bahnhofs Pasing durch ein Gleisbildstellwerk der Firma Siemens & Halske ersetzt. Allein dieser Umbau kostete 34 Millionen Mark. Schließlich wurde 1959 die Ausfädelung der Strecke Richtung Augsburg durch ein Überwerfungsbauwerk kreuzungsfrei gestaltet, sodass Zu- und Abfahrten zwischen Bahnhof und der Augsburger Strecke sowie dem westlich des Bahnhofes entstandenen Betriebsbahnhofes unabhängig voneinander durchgeführt werden konnten.
Am 28. Mai 1972, wenige Monate vor Eröffnung der Olympischen Sommerspiele in München, nahm die S-Bahn München den regulären Betrieb auf. Damit einher gingen im Bereich des Pasinger Bahnhofes, der als Verzweigungspunkt von vier S-Bahn-Linien einen wichtigen Knotenpunkt im neuen S-Bahn-Netz darstellte, weitere Umbauten des Gleisfeldes. Die Strecke Richtung Westkreuz (jetzt S6 und S8) wurde höhenfrei unter den Strecken Richtung Aubing (S4) und Lochhausen (S3) hindurchgeführt.
Zusätzlich zu den S-Bahnen hielten zahlreiche Regional- und Fernzüge in Pasing. Während ursprünglich InterCity-Züge nur in den Stunden des Berufsverkehrs den Pasinger Bahnhof bedienten, wurde Pasing zum Sommerfahrplan 1991 zum IC-Systembahnhof aufgewertet. Seit 1992 ist Pasing über die S8 im 20-Minuten-Takt direkt an den Flughafen München angebunden.

### Generalsanierung des Bahnhofes
Seit Anfang der 1970er Jahre wurde immer wieder ein seiner Bedeutung entsprechender behindertengerechter Ausbau des Bahnhofes Pasing gefordert. Neben den 85.000 Fahrgästen wird der Tunnel, der bis dato den einzigen Zugang zu den Bahnsteigen darstellte, täglich von bis zu 40.000 weiteren Fußgängern als Stadtteilverbindung genutzt. Daher wurde der gesamte Bahnhof von 2008 bis 2014 grundlegend renoviert, modernisiert und barrierefrei gestaltet. Die Gesamtkosten von geschätzt 40,4 Millionen Euro, wovon alleine 29,4 Millionen Euro auf den Bahnsteigumbau entfallen, wurden zum Großteil vom Freistaat Bayern (ca. 21,5 Millionen Euro) und dem Bund (ca. 13,5 Millionen Euro) getragen, den Restbetrag sollte die Deutsche Bahn übernehmen.
Um die bisherige, stark frequentierte Hauptunterführung zu entlasten und die Ertüchtigung dieser zu ermöglichen, wurde im ersten Bauabschnitt zwischen April und September 2008 zunächst die rund 50 Meter weiter östlich gelegene Rad- und Fußwegunterführung erneuert und von dieser aus Treppenzugänge zu den S-Bahnsteigen (Gleise 5–8) geschaffen. Im zweiten Bauabschnitt, der zwischen August und Oktober 2008 umgesetzt worden ist, wurde das Nordportal des Bahnhofes umgestaltet und eine eingehauste Zugangsrampe errichtet. Anschließend wurden in der Hauptunterführung die bisherigen Zugangstreppen auf der Westseite erneuert und Aufzüge zu den Bahnsteigen errichtet. Die beiden östlichen festen Treppen wurden durch Rolltreppen ersetzt. Ab Oktober 2009 wurden schließlich die Bahnsteigkanten von 85 cm auf 96 cm angehoben und der Bodenbelag renoviert. Außerdem wurden die Bahnsteige auf für den S-Bahn-Betrieb ausreichende 210 Meter Länge gekürzt und bis Mitte 2010 mit taktilen Leiteinrichtungen ausgerüstet.
Seit Mai 2009 wurden die beiden Regional- und Fernbahnsteige (Gleise 3/4 und 9/10) ebenso wie die S-Bahnsteige mit Aufzügen und Rolltreppen versehen sowie erneuert und neu überdacht. Die Bahnsteigkanten wurden auf 76 cm abgesenkt und der Bahnsteig an Gleis 3/4 auf 320 Meter verlängert. Der Fernbahnsteig an Gleis 9 und 10 behält seine jetzige Länge von 410 Metern bei. Einzig der Seitenbahnsteig an Gleis 2 soll nach derzeitigem Planungsstand nicht erneuert werden (siehe dazu auch Abschnitt #S-Bahn).
Mitte August 2011 ging ein rund 135 Millionen Euro teures elektronisches Stellwerk in Betrieb, das fünf Relais- und drei mechanische Stellwerke ersetzte. Mit drei Unterzahlen steuert es seither den Zugverkehr im Bahnhof Pasing und den anschließenden Streckenabschnitten.
Im Rahmen der Umgestaltung der Unterführungen und Bahnsteige sowie dem Bau der Nordumgehung des Pasinger Zentrums wurden auch das Empfangsgebäude und der Bereich zwischen diesem und den Bahnsteigen völlig umgestaltet. Der Nordteil der Würmtaldächer wurde um etwa einen Meter abgesenkt und durch Treppen und Rampen mit der heutigen Ebene verbunden. Dabei entstanden Freischankflächen für die angrenzenden (neuen) Gastronomiebetriebe. Nördlich an die Würmtaldächer schließt sich der Neubau eines zweigeschossigen Terminalgebäudes an, in dem sich die Rampe zur Gleisunterführung, Ladenflächen sowie Treppen und Aufzüge zur Straßen-Nordumgehung befinden. Weiterhin wurde eine Treppenverbindung zwischen Würmtaldächern und der östlichen Fußgängerunterführung geschaffen. Im Kellergeschoss des Terminalgebäudes entstanden etwa 1.000 Fahrradstellplätze. Die Kosten für dieses Teilprojekt werden auf 10,4 Millionen Euro geschätzt. Die Arbeiten am Empfangsgebäude waren mit Stand Juli 2013 bis auf Restarbeiten im Wesentlichen abgeschlossen.

### Bahnanlagen
Südlich der Gleisanlagen befindet sich das heute noch genutzte Empfangsgebäude von 1873 mit Verwaltungsräumen der Bahn, einem Reisezentrum und einem Service Point sowie zwei Schnellrestaurants. Nördlich schließt sich ein flacher, hallenartiger Bau, die sogenannten Würmtaldächer, an, dessen Decke von gusseisernen Streben der ursprünglichen Perronhalle getragen wird und in dem Fahrkartenschalter, Presse- und weitere Restaurationsbetriebe untergebracht sind. Von hier aus führt eine schräge Rampe zu einem Tunnel unterhalb der Gleise, von dem aus die Bahnsteige erreicht werden können. Die Gleise sind von Süden nach Norden nummeriert, seit der Inbetriebnahme des elektronischen Stellwerkes am 16. August 2011 fängt die Zählung mit Gleis 2 an, bis dahin war die Nummer aller Gleise um eine Zahl geringer. Die Mittelbahnsteige der Gleise 3 bis 10 sowie der Seitenbahnsteig von Gleis 2 sind vom Haupttunnel aus über Treppen erschlossen; die der Gleise 5/6, 7/8 und 9/10 zusätzlich auch per Aufzug. Auf der Bahnhofsnordseite mündet der Tunnel nach Unterquerung der bahnsteiglosen Gleise über kleine Treppen in die August-Exter-Straße. Hier befinden sich Taxistand, eine Bushaltestelle und in unmittelbarer Nähe das Kulturzentrum Pasinger Fabrik.
Südlich des Bahnhofsgebäudes schließt sich ein Bahnhofsvorplatz mit Taxistand und Bushaltestellen sowie Kurzzeitparkplätzen an. Dort beginnt auch die Straßenbahnlinie 19. Westlich zwischen Empfangsgebäude und Gleisanlagen befinden sich Fahrradstellplätze. Vom Parkplatz aus führt ein Betriebstunnel unter die Gleise. Über diesen Tunnel, der nur von Süden her erreichbar ist, können Personen mit Gehbehinderungen über Lastenaufzüge zu den Bahnsteigen gebracht werden. Östlich des Empfangsgebäudes steht das Gebäude des ersten Pasinger Bahnhofs, der sogenannte Bürklein-Bahnhof. Hier unterquert ein weiterer, von Fußgängern und Radfahrern nutzbarer Tunnel die Gleise. Dieser wurde seit 2009 im Rahmen des Umbaus der Regional- und Fernbahnsteige mit Treppenanlagen zu den Gleisen 3–10 versehen.
In unmittelbarer Nähe des Bahnhofes kreuzen zwei Straßenunterführungen (östlich Offenbachstraße, westlich Lortzingstraße/Alte Allee/Pippinger Straße) die Gleistrasse, die Verbindungen zwischen den Pasinger Villenkolonien (I und II) und den anderen nördlich der Bahn gelegenen Ortsteilen mit dem Pasinger Zentrum, Südpasing und der zur Bahn parallel in die Münchner Innenstadt führenden Ausfallstraße in Ost-West-Richtung, der Landsberger-/Bodenseestraße (B2), herstellen. Zwischen der westlichen Straßenunterführung unterqueren Würm mit einem uferparallel angelegten Fuß- und Radweg (Hermann-Hesse-Weg) und der Pasing-Nymphenburger Kanal die Bahn.
Die Bahnsteigkanten hatten an allen Bahnsteigen eine Höhe von 85 cm und entsprachen damit nicht den üblichen Normen. Ein Umbau auf die Normhöhen 96 cm und 76 cm ist bei der Bahnhofsmodernisierung 2008 bis 2014 erfolgt.
Alle Bahnsteige sind mit LCD-Bildschirmen ausgerüstet, die auf die jeweils nächsten Züge hinweisen. Am Süd- und Nordende der Unterführung sowie an den Aufgängen zu den Bahnsteigen befinden sich ebenfalls Bildschirme, die Ziel und Abfahrtszeit der bis zu sieben nächsten Züge anzeigen und über Störungen im Betriebsablauf informieren können.
Die Bahnsteige werden im Regelbetrieb wie folgt benutzt: 
| Gleis Nr. | Linien                                                            | Richtung | Länge | Bahnsteighöhen |
| --------- | ----------------------------------------------------------------- | --- | ----- | -------------- |
| 2         | S20                                                               | Stadteinwärts (Sendlinger Spange) - Höllriegelskreuth | 221 m | 76 cm          |
| 3         | RB6 · RE61 · RB65 · RB66 · RB68 · RE70 · RE72 · RB74 · RE96       | München Hbf Gleis 27-36 | 310 m | 76 cm          |
| 4         | S20 · RB6 · RE61 · RB65 · RB66 · RB68 · RE70 · RE72 · RB74 · RE96 | Stadtauswärts Werdenfelsbahn - Garmisch-P. - Weilheim - Kochel BRB Ostallgäu-Lechfeld - Füssen DB Regio Obb. - Kempten (Allg.) - Buchloe Arverio Bayern - Memmingen - Lindau-Reutin S-Bahn München (einzelne Züge) - Geltendorf | 310 m | 76 cm          |
| 5         | S3 · S4                                                           | Stadteinwärts (1. Stammstrecke) - Holzkirchen - Trudering | 232 m | 96 cm          |
| 6         | S5 · S6 · S8                                                      | Stadteinwärts (1. Stammstrecke) - Kreuzstraße - Ebersberg - Flughafen München | 232 m | 96 cm          |
| 7         | S5 · S6 · S8                                                      | Stadtauswärts - Weßling - Tutzing - Herrsching | 278 m | 96 cm          |
| 8         | S3 · S4                                                           | Stadtauswärts - Mammendorf - Geltendorf | 278 m | 96 cm          |
| 9         | RE 80 ICE 11 ICE 18 ICE 25 ICE 28 ICE 42 IC 26 IC 28 IC 60 ASN    | München Hbf IC 26 - Berchtesgaden ASN - Salzburg Hbf | 416 m | 76 cm          |
| 10        | RE 80 ICE 11 ICE 18 ICE 25 ICE 28 ICE 42 IC 26 IC 28 IC 60 ASN    | Stadtauswärts (Richtung Augsburg Hbf) Arverio Bayern - Ulm Hbf RE 80 - Würzburg Hbf / Aalen Hbf - Dinkelscherben / Donauwörth Fernverkehr ICE 11 - Hamburg-Altona ICE 18 - Hamburg-Altona ICE 25 - Lübeck Hbf / Bremen Hbf ICE 28 - Berlin Hbf ICE 42 - Dortmund Hbf / Köln Messe/Deutz IC 26 - Hamburg-Altona IC 28 - Nürnberg Hbf IC 60 - Karlsruhe Hbf ASN - Westerland (Sylt) | 416 m | 76 cm          |

### Verkehrsanbindung
In Pasing trennen sich die vom Münchner Hauptbahnhof nach Westen und Südwesten führenden Strecken. Alle Strecken sind vollständig elektrifiziert und zweigleisig ausgebaut. Richtung Gauting und Mammendorf verlaufen parallel zu den Strecken für den Regional- und Fernverkehr eigene Strecken, die von der S-Bahn genutzt werden. Folgende Bahnstrecken passieren den Bahnhof oder beginnen hier:
- München–Augsburg
- München-Pasing–Buchloe
- München–Garmisch-Partenkirchen
- München Ost–München-Pasing (S-Bahn-Stammstrecke)
- München-Pasing–Herrsching
- München-Pasing–München Friedenheimer Brücke (Teil der Sendlinger Spange)

#### Fernverkehr

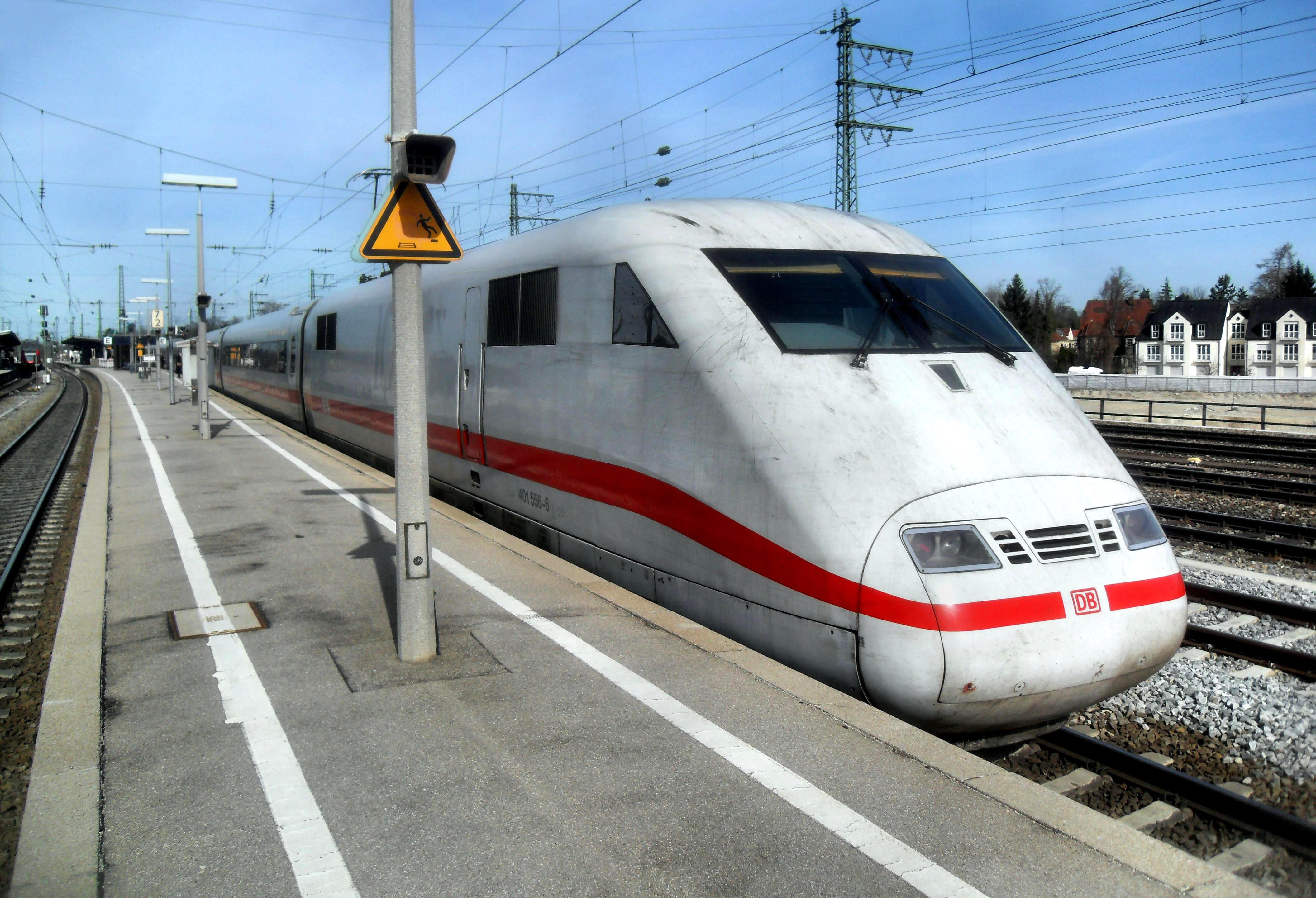
ICE 1 Heppenheim/Bergstraße im Bahnhof München-Pasing auf dem Weg nach Frankfurt am Main

Am Bahnhof München-Pasing gibt es folgendes Fernverkehrsangebot:
| Linie  | Streckenverlauf | Streckenverlauf | Streckenverlauf | Taktfrequenz                    |
| ------ | --- | --- | --- | ------------------------------- |
| ICE 11 | Hamburg-Altona – Berlin Hbf – Leipzig – Erfurt – Fulda – Frankfurt Hbf – Mannheim – Stuttgart – Ulm – Augsburg – München-Pasing – München Hbf                                                                      | Hamburg-Altona – Berlin Hbf – Leipzig – Erfurt – Fulda – Frankfurt Hbf – Mannheim – Stuttgart – Ulm – Augsburg – München-Pasing – München Hbf                                                                      | Hamburg-Altona – Berlin Hbf – Leipzig – Erfurt – Fulda – Frankfurt Hbf – Mannheim – Stuttgart – Ulm – Augsburg – München-Pasing – München Hbf                                                                      | zweistündlich                   |
| ICE 18 | Hamburg-Altona – Berlin Hbf – Halle – Erfurt – Nürnberg – Ingolstadt/Augsburg – München-Pasing – München | Hamburg-Altona – Berlin Hbf – Halle – Erfurt – Nürnberg – Ingolstadt/Augsburg – München-Pasing – München | Hamburg-Altona – Berlin Hbf – Halle – Erfurt – Nürnberg – Ingolstadt/Augsburg – München-Pasing – München | einzelne Züge                   |
| ICE 25 | Lübeck / Hamburg-Altona – Hamburg Hbf – | – Hannover – Göttingen – Kassel-Wilhelmshöhe – Fulda – Würzburg – (Nürnberg –) Augsburg – München-Pasing – München Hbf                                                                                             | – Hannover – Göttingen – Kassel-Wilhelmshöhe – Fulda – Würzburg – (Nürnberg –) Augsburg – München-Pasing – München Hbf                                                                                             | einzelne Züge                   |
| ICE 25 | Bremen – | – Hannover – Göttingen – Kassel-Wilhelmshöhe – Fulda – Würzburg – (Nürnberg –) Augsburg – München-Pasing – München Hbf                                                                                             | – Hannover – Göttingen – Kassel-Wilhelmshöhe – Fulda – Würzburg – (Nürnberg –) Augsburg – München-Pasing – München Hbf                                                                                             | einzelne Züge                   |
| ICE 28 | (Hamburg-Altona – Hamburg Hbf –) Berlin – Leipzig – Erfurt – Nürnberg – Augsburg – München-Pasing – München Hbf | (Hamburg-Altona – Hamburg Hbf –) Berlin – Leipzig – Erfurt – Nürnberg – Augsburg – München-Pasing – München Hbf | (Hamburg-Altona – Hamburg Hbf –) Berlin – Leipzig – Erfurt – Nürnberg – Augsburg – München-Pasing – München Hbf | einzelne Züge                   |
| ICE 42 | Hamburg-Altona – Münster – Dortmund – Essen – Duisburg – Düsseldorf – Köln – Siegburg/Bonn – Frankfurt Flughafen – Mannheim – Stuttgart – Ulm – Augsburg – München-Pasing – München Hbf                            | Hamburg-Altona – Münster – Dortmund – Essen – Duisburg – Düsseldorf – Köln – Siegburg/Bonn – Frankfurt Flughafen – Mannheim – Stuttgart – Ulm – Augsburg – München-Pasing – München Hbf                            | Hamburg-Altona – Münster – Dortmund – Essen – Duisburg – Düsseldorf – Köln – Siegburg/Bonn – Frankfurt Flughafen – Mannheim – Stuttgart – Ulm – Augsburg – München-Pasing – München Hbf                            | zweistündlich                   |
| IC 26  | Hamburg-Altona – Hamburg Hbf – Hannover – Göttingen – Kassel-Wilhelmshöhe – Fulda – Würzburg – Augsburg – München-Pasing –                                                                                         | Hamburg-Altona – Hamburg Hbf – Hannover – Göttingen – Kassel-Wilhelmshöhe – Fulda – Würzburg – Augsburg – München-Pasing –                                                                                         | München Hbf | ein Zugpaar                     |
| IC 26  | Hamburg-Altona – Hamburg Hbf – Hannover – Göttingen – Kassel-Wilhelmshöhe – Fulda – Würzburg – Augsburg – München-Pasing –                                                                                         | Hamburg-Altona – Hamburg Hbf – Hannover – Göttingen – Kassel-Wilhelmshöhe – Fulda – Würzburg – Augsburg – München-Pasing –                                                                                         | München Ost – Rosenheim – Freilassing – Berchtesgaden | ein Zugpaar (Königssee)         |
| IC 28  | (Warnemünde – Berlin – Berlin Südkreuz – Lutherstadt Wittenberg – Leipzig – Jena Paradies – Saalfeld (Saale) – Lichtenfels – Bamberg – Erlangen –) Nürnberg – Donauwörth – Augsburg – München-Pasing – München Hbf | (Warnemünde – Berlin – Berlin Südkreuz – Lutherstadt Wittenberg – Leipzig – Jena Paradies – Saalfeld (Saale) – Lichtenfels – Bamberg – Erlangen –) Nürnberg – Donauwörth – Augsburg – München-Pasing – München Hbf | (Warnemünde – Berlin – Berlin Südkreuz – Lutherstadt Wittenberg – Leipzig – Jena Paradies – Saalfeld (Saale) – Lichtenfels – Bamberg – Erlangen –) Nürnberg – Donauwörth – Augsburg – München-Pasing – München Hbf | zwei Zugpaare                   |
| IC 60  | (Strasbourg –) Karlsruhe – Stuttgart – Ulm – Augsburg – München-Pasing – München Hbf (– Salzburg) | (Strasbourg –) Karlsruhe – Stuttgart – Ulm – Augsburg – München-Pasing – München Hbf (– Salzburg) | (Strasbourg –) Karlsruhe – Stuttgart – Ulm – Augsburg – München-Pasing – München Hbf (– Salzburg) | zweistündlich                   |
| ASN    | Alpen-Sylt-Nachtexpress: Westerland (Sylt) – Husum – Hamburg – Frankfurt am Main – Würzburg – Nürnberg – Augsburg – München-Pasing – Salzburg                                                                      | Alpen-Sylt-Nachtexpress: Westerland (Sylt) – Husum – Hamburg – Frankfurt am Main – Würzburg – Nürnberg – Augsburg – München-Pasing – Salzburg                                                                      | Alpen-Sylt-Nachtexpress: Westerland (Sylt) – Husum – Hamburg – Frankfurt am Main – Würzburg – Nürnberg – Augsburg – München-Pasing – Salzburg                                                                      | ein Zugpaar zweimal wöchentlich |

Die Halte der internationalen Verbindungen nach Zürich und Paris (Orient-Express (Paris)–Straßburg–Wien, TGV Paris–München) wurden 2007 aufgehoben.
Die meisten Züge fahren von Pasing ohne Halt weiter nach München Hbf, nur wenige verkehren über den Abzweig Landsberger Straße, die Sendlinger Spange oder die Bahnstrecke München-Laim–München Süd direkt zum Bahnhof München Ost, ohne den Hauptbahnhof zu bedienen, so das Intercity-Zugpaar Königssee von Hamburg nach Berchtesgaden oder zeitweise der ehemalige Orient-Express von Paris nach Wien.
Am 11. Mai 2021 gab Flixtrain bekannt, dass München-Pasing ins Netz aufgenommen und regelmäßig bedient wird. Zuerst startete die FLX 35 auf der Relation Hamburg – Berlin – Leipzig. Seit dem 17. Juni 2021 ist ein Zugpaar der FLX 35N nachts zwischen Leipzig, Jena, Nürnberg und München unterwegs. Dieser Zug wird in Leipzig auf die FLX 35 durchgebunden, sodass Tickets für den gesamten Laufweg Hamburg – Leipzig – München erworben werden und die Fahrgäste in Leipzig im Zug verbleiben können. Eine weitere Verbindung von Flixtrain startete tagsdrauf zwischen München und Frankfurt über Augsburg und Würzburg. Zwischenzeitlich wurden beide Routen wieder eingestellt.

#### Regionalverkehr
Die zahlreichen in Pasing haltenden Regional-Express-Züge und Regionalbahnen bieten regelmäßig umsteigefreie Verbindungen nach Mittenwald, Garmisch-Partenkirchen, Weilheim, Memmingen, Kempten (Allgäu), Oberstdorf, Lindau und Augsburg. Außerdem halten einige Züge an den jeweiligen Endpunkten der S-Bahn-Linien und an ausgewählten, stark frequentierten weiteren S-Bahn-Stationen (z. B. Starnberg 
/S6).
| Linie         | Strecke | Taktfrequenz       |
| ------------- | --- | ------------------ |
| RE 9          | München – Mering – Augsburg – Günzburg – Ulm | zweistündlich      |
| RE 61 / RE 62 | Werdenfelsbahn: München – Weilheim – Murnau – Garmisch-Partenkirchen – Mittenwald / Lermoos                                                                 | einzelne Züge      |
| RE 70 / RE 76 | München – Kaufering – Buchloe – Kempten – Immenstadt – Lindau-Reutin / Oberstdorf                                                                           | zweistündlich      |
| RE 72         | München – Kaufering – Buchloe – Memmingen | zweistündlich      |
| RE 80 / RE 89 | München – Mering – Augsburg – Donauwörth – Treuchtlingen – Ansbach – Würzburg / Nördlingen – Aalen                                                          | zweistündlich      |
| RB 74         | München – Kaufering – Buchloe | stündlich          |
| RE 96         | München – Buchloe – Memmingen – Lindau-Insel – Lindau-Reutin                                                                                                | zweistündlich      |
| RB 6 / RB 60  | Werdenfelsbahn: München – Tutzing – Weilheim – Murnau – Garmisch-Partenkirchen (– Mittenwald – Seefeld – Innsbruck / – Reutte in Tirol – Pfronten-Steinach) | stündlich          |
| RB 65 / RB 66 | Werdenfelsbahn: München – Tutzing – Weilheim / Kochel | stündlich          |
| RB 68         | BRB Ostallgäu-Lechfeld: München – Kaufering – Buchloe – Kaufbeuren – Füssen                                                                                 | 3 Zugpaare täglich |
| RB 86 / RB 87 | München – Mering – Augsburg – Dinkelscherben / Donauwörth                                                                                                   | stündlich          |

#### S-Bahn
Sechs Linien der S-Bahn München führen durch den Bahnhof Pasing:
| Linie | Strecke | Taktfrequenz                           |
| ----- | --- | -------------------------------------- |
| S3    | Mammendorf – Malching – Maisach – Gernlinden – Esting – Olching – Gröbenzell – Lochhausen – Langwied – Pasing – Laim – Hirschgarten – Donnersbergerbrücke – Hackerbrücke – Hauptbahnhof – Karlsplatz (Stachus) – Marienplatz – Isartor – Rosenheimer Platz – Ostbahnhof – St.-Martin-Straße – Giesing – Fasangarten – Fasanenpark – Unterhaching – Taufkirchen – Furth – Deisenhofen – Sauerlach – Otterfing – Holzkirchen                                                                                   | 20-Minuten-Takt                        |
| S4    | Geltendorf – Türkenfeld – Grafrath – Schöngeising – Buchenau – Fürstenfeldbruck – Eichenau – Puchheim – Aubing – Leienfelsstraße – Pasing – Laim – Hirschgarten – Donnersbergerbrücke – Hackerbrücke – Hauptbahnhof – Karlsplatz (Stachus) – Marienplatz – Isartor – Rosenheimer Platz – Ostbahnhof – Leuchtenbergring – Berg am Laim – Trudering (– Gronsdorf – Haar – Vaterstetten – Baldham – Zorneding – Eglharting – Kirchseeon – Grafing Bahnhof – Grafing Stadt – Ebersberg)                          | 20-Minuten-Takt                        |
| S5    | Kreuzstraße – Großhelfendorf – Peiß – Aying – Dürrnhaar – Höhenkirchen-Siegertsbrunn – Wächterhof – Hohenbrunn – Ottobrunn – Neubiberg – Neuperlach Süd – Perlach – Giesing – St.-Martin-Straße – Ostbahnhof – Rosenheimer Platz – Isartor – Marienplatz – Karlsplatz (Stachus) – Hauptbahnhof – Hackerbrücke – Donnersbergerbrücke – Hirschgarten – Laim – Pasing (– Westkreuz – Neuaubing – Freiham – Harthaus – Germering-Unterpfaffenhofen – Geisenbrunn – Gilching-Argelsried – Neugilching – Weßling)  | 20-Minuten-Takt                        |
| S6    | Tutzing – Feldafing – Possenhofen – Starnberg – Starnberg Nord – Gauting – Stockdorf – Planegg – Gräfelfing – Lochham – Westkreuz – Pasing – Laim – Hirschgarten – Donnersbergerbrücke – Hackerbrücke – Hauptbahnhof – Karlsplatz (Stachus) – Marienplatz – Isartor – Rosenheimer Platz – Ostbahnhof – Leuchtenbergring – Berg am Laim – Trudering – Gronsdorf – Haar – Vaterstetten – Baldham – Zorneding – Eglharting – Kirchseeon – Grafing Bahnhof – Grafing Stadt – Ebersberg                           | 20-Minuten-Takt                        |
| S8    | Herrsching – Seefeld-Hechendorf – Steinebach – Weßling – Neugilching – Gilching-Argelsried – Geisenbrunn – Germering-Unterpfaffenhofen – Harthaus – Freiham – Neuaubing – Westkreuz – Pasing – Laim – Hirschgarten – Donnersbergerbrücke – Hackerbrücke – Hauptbahnhof – Karlsplatz (Stachus) – Marienplatz – Isartor – Rosenheimer Platz – Ostbahnhof – Leuchtenbergring – Daglfing – Englschalking – Johanneskirchen – Unterföhring – Ismaning – Hallbergmoos – Flughafen Besucherpark – Flughafen München | 20-Minuten-Takt                        |
| S20   | Höllriegelskreuth – Pullach – Großhesselohe Isartalbahnhof – Solln – Siemenswerke – Mittersendling – Heimeranplatz – Pasing (– Leienfelsstraße – Aubing – Puchheim – Eichenau – Fürstenfeldbruck – Buchenau – Schöngeising – Grafrath – Türkenfeld – Geltendorf) | Einzelne Züge in der Hauptverkehrszeit |

In die Münchner Innenstadt wird durch die Bündelung von fünf der sechs genannten S-Bahn-Linien auf der sogenannten Stammstrecke der S-Bahn zwischen Ostbahnhof und Pasing eine sehr hohe Zugdichte erreicht. Im Berufsverkehr bietet die im 10-Minuten-Takt verkehrende Linie S3 mit den alle 20 Minuten verkehrenden Linien S4, S5, S6 und S8 alleine 18 Fahrtmöglichkeiten pro Stunde in die Innenstadt an, hinzu kommen die teilweise mit den Fahrkarten des Münchner Verkehrs- und Tarifverbundes nutzbaren Regionalzüge bis Hauptbahnhof. Der nächste S-Bahn-Halt stadteinwärts ist Laim (S3, S4, S5, S6, S8) beziehungsweise Heimeranplatz (S20), stadtauswärts folgen Langwied (S3), Leienfelsstraße (S4) und Westkreuz (S6 und S8).
Außerdem ist Pasing Endstation der S-Bahn-Linie 5 (Ausnahmen in der HVZ) und der nur in der Hauptverkehrszeit verkehrenden S-Bahn-Linie 20, die ohne Halt in Laim über die sogenannte Sendlinger Spange nach Süden in die Linie S7 einmündet und ab Solln über die Isartalbahn nach Höllriegelskreuth führt. Bis zum 14. Dezember 2013 führte sie ab Solln über die Großhesseloher Isarbrücke nach Deisenhofen. Sie ist die einzige S-Bahn-Linie, die den Innenstadtabschnitt (Laim–)Donnersbergerbrücke–Hauptbahnhof–Marienplatz–Ostbahnhof nicht bedient.
Im Berufsverkehr gibt es zudem einzelne Verstärker-S-Bahnen, die von auswärts kommend ohne Halt weiter zum Hauptbahnhof geführt werden und dort enden oder auf die Strecke der S20 durchgebunden werden.

#### Straßenbahn und Bus
Neben den zahlreichen Bahnverbindungen ist der Pasinger Bahnhof aufgrund der historischen Entwicklung Pasings als ursprünglich eigenständige Stadt ein wichtiger innerstädtischer Verkehrsknotenpunkt. Seit des Neugestaltungsprogrammes des Pasinger Marienplatzes und der Bäcker- und Gleichmannstraße befinden sich sämtliche Bushaltestellen an der Kaflerstraße, welche im Zuge dessen am Westende durch eine Wiesenanlage gekappt wurde. Dabei wurde auch die Straßenbahnlinie 19 vom früheren Endpunkt Pasinger Marienplatz durch die nun als Fußgängerzone fungierenden Räume der Bäckerstraße und Gleichmannstraße direkt vor den Pasinger Bahnhof verlängert. In der direkt daran anschließenden Kaflerstraße befinden sich außerdem sieben Haltestellen und ein Wendedreieck für Verstärkerfahrten. Im Tagesverkehr halten dort neun innerstädtische Buslinien, zwei eng getaktete Metrobuslinien, zwei MVV-Regionalbuslinien und eine Expressbuslinie. Die Haltestellen befinden sich auf der Nord- und Südseite des Bahnhofes (Pasing Bahnhof: 56, 57, 130, 157, 159, 160, 162, 259, 265, X732; Pasing Bahnhof Nord: 160, 161). Mit ihnen werden vor allem die Stadtgebiete um den Bahnhof herum erschlossen und mit dem Bahnhof verbunden. Zudem bestehen Busverbindungen nach Fürstenried, Neuaubing, Lochhausen und zum Laimer Platz, der westlichen Endstation der U-Bahn-Linie 5. Nachts ist die Münchner Innenstadt stündlich mit der Nachtstraßenbahnlinie N19 von Pasing aus erreichbar. Am Wochenende verkehrt diese im Halbstundentakt und wird ergänzt durch zwei Nachtbuslinien nach Neuaubing sowie zum Neubaugebiet Berduxstraße (N77) und Aubing, Gröbenzell, Puchheim und Germering (N80/N81). Seit Mai 2024 hält zudem der DAV BergBus (Linie 996) Richtung Wieskirche am Bahnhof in Pasing. Die Buslinie wird nur während der Sommersaison am Wochenende bedient.

## Bahnhofsumfeld
Trotz seiner herausragenden Bedeutung für den Nah- und Fernverkehr wie auch den innerstädtischen Verkehr entsprach der Bahnhof zuletzt nicht den verbreiteten Standards bezüglich barrierefreiem Zugang und Bahnsteigausrüstung. Zudem waren die Bahnsteige zuletzt in einem sehr schlechten baulichen Zustand, weshalb der Bahnhof seit April 2008 nach langjährigen Planungen entsprechend umfangreich ausgebaut und modernisiert wurde. Im Rahmen der Bebauung ehemaliger Bahnflächen auf der Achse Hauptbahnhof–Laim–Pasing sowie der Verkehrsberuhigung des Pasinger Ortszentrums mit der Verlegung der Bundesstraße 2 an die Südseite der Bahn – zwischen Bahn und Empfangsgebäude – wurden zahlreiche weitere Baumaßnahmen im direkten Umfeld des Bahnhofes durchgeführt.
Das Pasinger Zentrum um den Pasinger Marienplatz südlich des Bahnhofes war bestimmt durch die in Ost-West-Richtung verlaufende Landsberger Straße, die eine wichtige Ein- und Ausfallstraße für den Westen der Stadt München bildet. Über diese passierten bis zu 43.000 Fahrzeuge täglich den Pasinger Marienplatz.

### Nordumgehung, Marienplatz und Bahnhofsplatz
Um das Zentrum zu entlasten und fußgängerfreundlicher zu gestalten, wurde eine neue Umgehungsstraße, die sogenannte Nordumgehung Pasing (NUP) gebaut. Diese schert westlich des Ortskerns aus dem bisherigen Straßenverlauf nach Norden aus, folgt der Lortzingstraße und führt südlich der Bahn entlang nach Osten weiter. Dabei werden die Bahnhofsanlagen und die Offenbachstraße unter Benutzung brachliegender ehemaliger Güterverkehrs- und Industrieflächen gekreuzt, bis die Straße nach Süden umschwenkt und am Knie wieder auf die Landsberger Straße trifft. Die Nordumgehung wird im Bahnhofsbereich oberirdisch zwischen Terminalgebäude und Bahnsteigen geführt, wobei im Bereich des Terminalgebäudes Kurzzeitparkplätze, Taxistände und eine Kiss&Ride-Spur vorgesehen sind.
Anstelle des ehemaligen Postgebäudes auf der Westseite des Bahnhofsplatzes ist ein zentraler Busbahnhof entstanden, in dem die bis dahin auf Gleichmannstraße, Bahnhofsvorplatz und Kaflerstraße verteilten Bushaltestellen zusammengefasst wurden. Außerdem wurde der bisherige, verkehrlich wenig sinnvolle Endpunkt der Straßenbahnlinie 19 vom Pasinger Marienplatz zum Bahnhofsplatz verlegt, um einen zentralen Umsteigepunkt zwischen Fern- und Regionalverkehr, S-Bahnen, Bussen und Straßenbahn zu schaffen. Für diese nur einige hundert Meter lange Streckenverlängerung sind bis zu 3.300 Fahrgäste täglich prognostiziert. Die Straßenbahn wird dabei in einer Häuserblockschleife von der Landsberger Straße über Gleichmannstraße, Bahnhofsplatz und Bäckerstraße zurück zur Landsberger Straße geführt; die bisherige Schleife am Pasinger Marienplatz aufgegeben. Zusätzlich wurde in der Landsberger Straße ein Ausweich- und Abstellgleis gebaut. Die Inbetriebnahme erfolgte am 14. Dezember 2013.
Insgesamt waren für den Bau der Nordumgehung und damit verbundener Straßenbau- und Ingenieurleistungen Kosten von rund 60 Millionen Euro eingeplant, hinzu kamen weitere 27 Millionen Euro zur Umgestaltung des Bereichs zwischen Bahnhof und Landsberger Straße, wovon 5–7 Millionen Euro auf die Verlängerung der Straßenbahn entfielen.

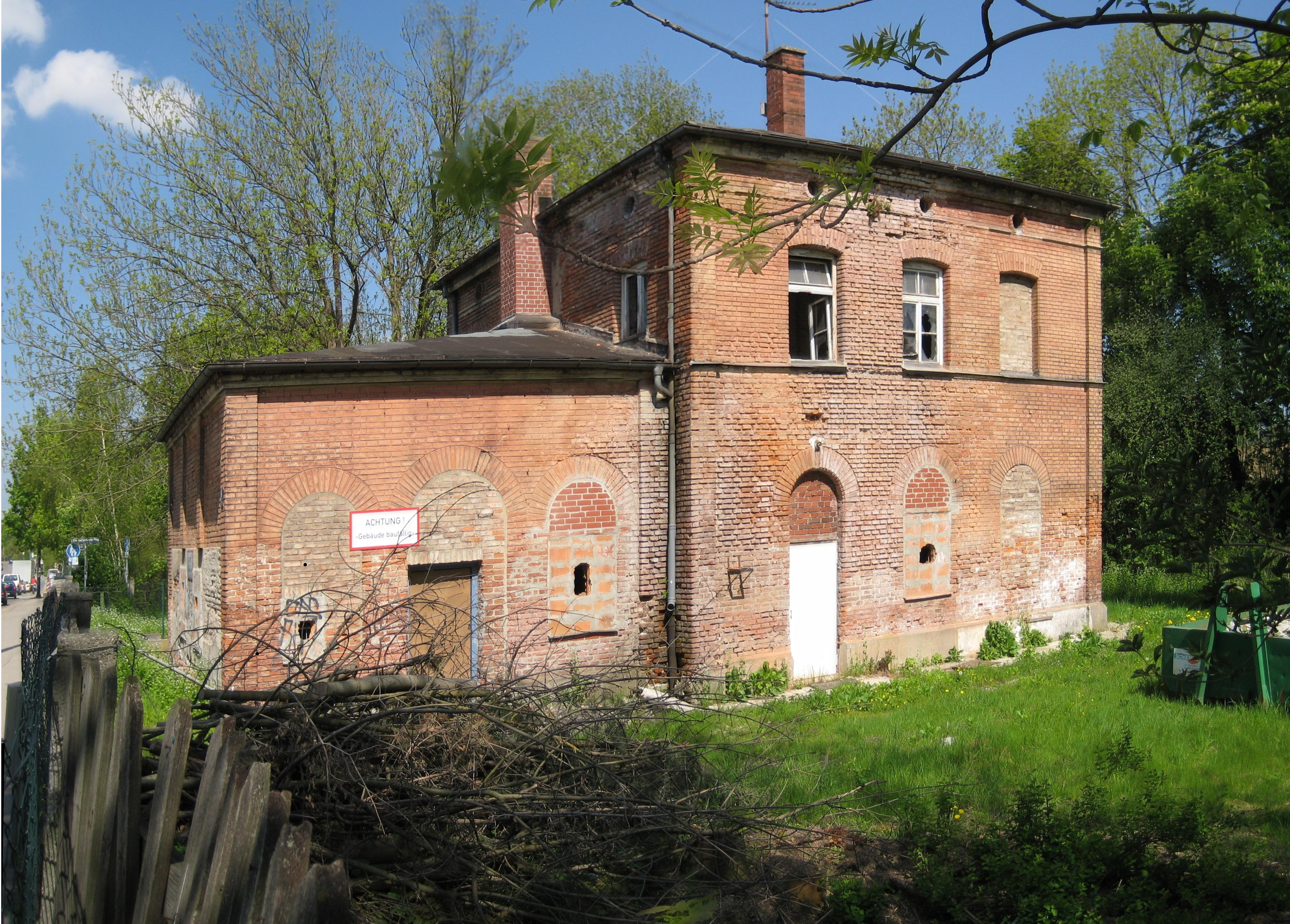
Altes Wasserpumpenhaus 2008, vor dem Umbau zum Gasthaus

Das westlich des Bahnhofsbereichs zwischen Kaflerstraße und Nordumgehung gelegene alte Wasserpumpenhaus aus dem Jahre 1854 ⊙ wurde erhalten und beherbergt jetzt das Restaurant „Pumpenwerk“.

### Ehemaliger Güterbahnhof und Bürkleinbahnhof

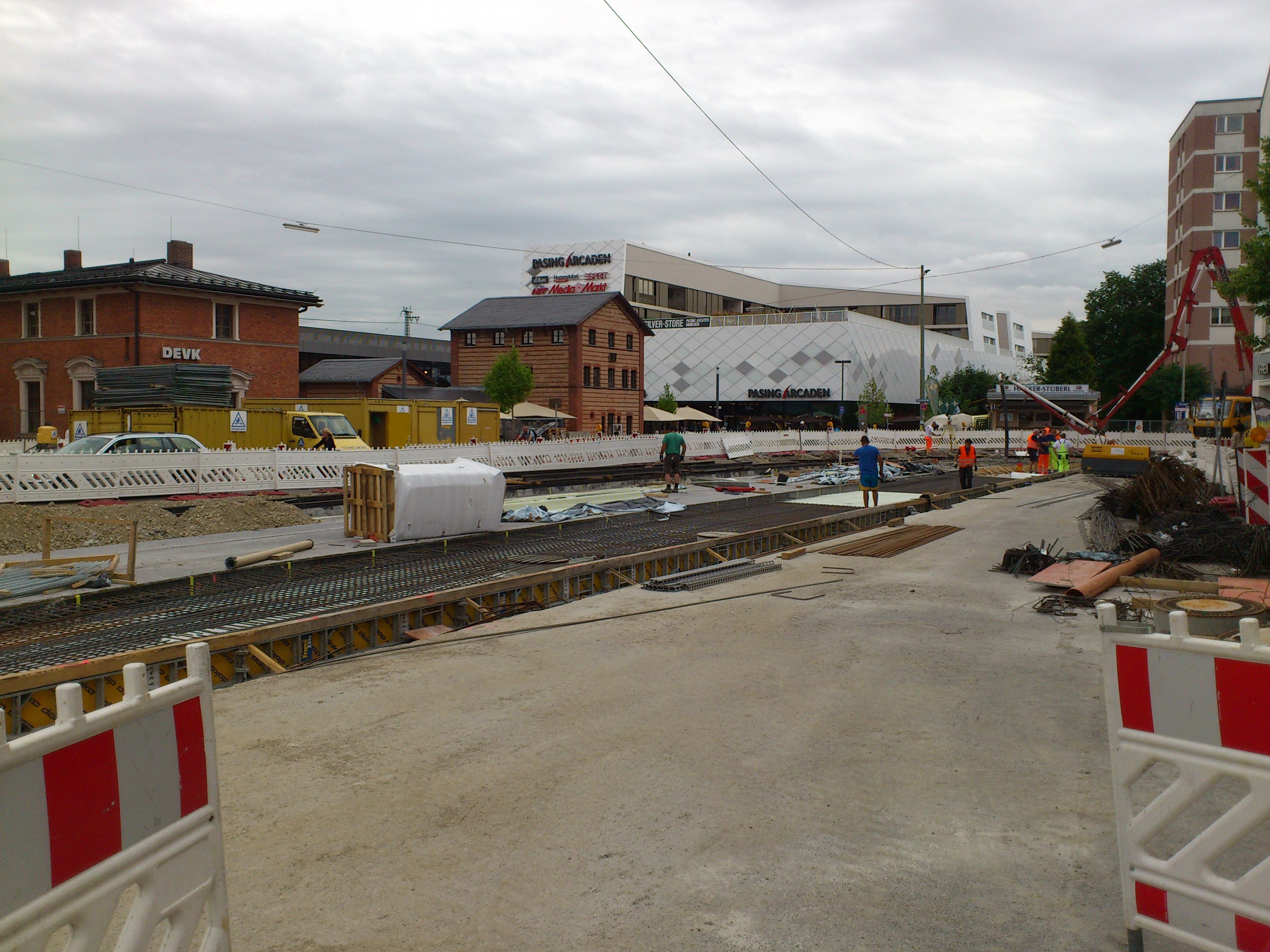
Die Bauarbeiten vor dem Bahnhof

Östlich des Bahnhofes entstand bis 2011 auf dem Güterbahnhofsgelände ein 14.000 m² großes, dreistöckiges Einkaufszentrum mit 100 Ladengeschäften, die Pasing Arcaden und eine Parkgarage mit 650 Stellplätzen, beides von der mfi AG geplant und gebaut. 10.000 m² der insgesamt 27.000 m² Gesamtfläche der Arcaden sind für den Wohnungsbau, darunter ein Drittel Sozialwohnungen vorgesehen, der Rest entfällt auf Gastronomie- und Dienstleistungseinrichtungen. Der historische Bürklein-Bahnhof wurde instand gesetzt und der Öffentlichkeit als Café und Restaurant zugänglich gemacht. Östlich der Offenbachstraße schließen sich Bürogebäude als Lärmschutz vor Bahn und Nordumgehung an, die ehemalige Stückguthalle der Bahn soll zu einem Kunst- und Kulturzentrum umgebaut werden. Zwischen Pasinger Bahnhof und Knie entstand eine begrünte Promenade für Fußgänger und Radfahrer. Die neu geschaffene Pasinger Promenade zeichnet außerdem einen der in Untersuchung befindlichen Verläufe der U-Bahn-Verlängerung nach Pasing nach.

## Weitere Ausbauplanungen
Es gibt zahlreiche weitere Ausbauplanungen, die den Bahnhof Pasing oder sein direktes Umfeld betreffen. Teilweise hängen diese, wie die Verlängerung der Straßenbahnlinie nach Westen, von der Umgestaltung des Pasinger Zentrums ab, teilweise können sie von dieser vollkommen unabhängig realisiert werden.
Der Bahnhof soll mit einem Aufwand von einer halbe Milliarde Euro bis in die 2030er Jahre hinein ausgebaut werden. Zunächst soll auf der Nordseite das heutige Gleis 13 aufgelöst werden und ein zusätzlicher, 410 m langer Bahnsteig für den Fern- und Regionalverkehr entstehen. Dafür soll im Sommer 2022 das Planfeststellungsverfahren begonnen werden, die Realisierung ist für 2026 und 2027 geplant. Der Bahnsteig soll im Dezember 2027 in Betrieb genommen werden. Ferner soll südlich des Bahnsteiggleises 2 ein zusätzliches Gleis 1 entstehen. Ferner soll ein neues Abstellgleis entstehen. Die Inbetriebnahme dieses Mittelbahnsteigs ist noch nicht absehbar.
Im Rahmen des Projekts „Westkopf Pasing“ soll der Westkopf mit weiteren Überwerfungen ausgebaut werden. Der Baubeginn ist für frühestens 2030 vorgesehen (Stand: 2022).

### S-Bahn
Um den Zugverkehr auf der Strecke München–Lindau und weiter in die Schweiz verdichten zu können und damit dem prognostizierten Anstieg des Verkehrsaufkommens auf dieser Verbindung gerecht zu werden, wird seit langem ein viergleisiger Ausbau der Strecke im S-Bahn-Bereich zwischen Pasing und Geltendorf diskutiert. Derzeit (Stand Anfang 2020) ist ein dreigleisiger Ausbau bis Eichenau geplant, von verschiedener Seite, insbesondere von den westlichen Nachbargemeinden wird hingegen ein viergleisiger Ausbau bis Fürstenfeldbruck gefordert, wie er in den ursprünglichen Planungen von Seiten der Deutschen Bahn vorgesehen war. Für beide Ausbauvarianten müsste der westliche Pasinger Bahnhofskopf so umgestaltet werden, dass Regionalzüge und S-Bahnen unabhängig voneinander in den Bahnhof ein- und ausfahren können.
Weiterhin ist ein zweigleisiger Ausbau der Sendlinger Spange, die derzeit nur von der S-Bahn-Linie 20 befahren wird, im Verkehrsentwicklungsplan 2006 vorgesehen. Durch diese Maßnahme könnte der derzeitige Ein-Stunden-Takt auf der Strecke verdichtet werden und eventuell aus Westen kommende Züge in Störfällen von der Stammstrecke umgeleitet werden. Optional könnte im Rahmen des Ausbaus der Seitenbahnsteig an Gleis 2 zu einem Mittelbahnsteig umgebaut und südlich ein neues Gleis 1 geschaffen werden, das das Wenden von Zügen in der Hauptverkehrszeit vereinfachen würde. Der Ausbau war zwischenzeitlich aus Kostengründen zurückgestellt, dennoch wurden bereits zur Inbetriebnahme des neuen Stellwerks Mitte August 2011 alle Gleisnummern um eins erhöht. Nach mehreren Jahren des Stillstands wurde Anfang 2019 das Planfeststellungsverfahren für die erste Baustufe der Sendlinger Spange eingeleitet, verschiedene Baumaßnahmen im Rahmen der ersten Ausbaustufe sollen schrittweise bis zum Jahr 2024 umgesetzt werden.
2006 war eine S-Bahn-Verbindung Pasing–Moosach (Pasinger Kurve) und weiter über den Nordring oder über Neufahrn zum Flughafen im Gespräch.

### U-Bahn und Straßenbahn
Das dritte Mittelfristprogramm für den U-Bahn-Bau sieht vor, die U-Bahn-Linie 5 um etwa 3,6 km mit zwei Zwischenhalten nach Westen vom Laimer Platz über Willibaldstraße und Am Knie zum Bahnhof Pasing zu verlängern. Die Realisierung dieses Projektes war aufgrund der Haushaltslage von Stadt, Bund und Land sowie wegen eines relativ geringen Kosten-Nutzen-Faktors fraglich, ist inzwischen allerdings vom Münchner Stadtrat beschlossen. Nach bauvorbereitenden Maßnahmen begannen die Bauarbeiten im Januar 2022.
Anfang 2019 beschloss der Münchner Stadtrat die Aufnahme von Planungen einer weiteren Verlängerung der U-Bahn-Linie 5 über den Pasinger Bahnhof hinaus nach Westen, zur Anbindung des derzeit im Bau befindlichen neuen Stadtviertels Freiham. Zwischen Neuaubing und Germering ist, um das Gut Freiham, soll ein neuer Stadtteil mit einer Gesamtfläche von rund 350 ha entstehen. Zur Erschließung des neuen Stadtteils und zur Unterstützung der überlasteten Metrobus-Linie 57 nach Neuaubing wird aber auch die Möglichkeit einer Führung der Straßenbahnlinie von Pasing über den Bahnhof Westkreuz und Neuaubing zum S-Bahnhof Freiham untersucht. Im Bebauungsplan für den neuen Stadtteil ist eine Freihaltung der Flächen für die Straßenbahntrasse mit einer Wendeschleife sowie einer Abstellhalle vorgesehen.

### Deutschlandtakt
Im Rahmen des dritten Gutachterentwurfs des Deutschlandtakts soll eine zusätzliche Bahnsteigkante auf der Nordseite des Bahnhofs entstehen. Dafür sind, zum Preisstand von 2015, Investitionen von 54 Millionen Euro vorgesehen.

### Digitalisierung
Im Zuge des „Starterpakets“ der Digitalen Schiene Deutschland soll der durch den Bahnhof München-Pasing führende TEN-Kernnetzkorridor Skandinavien–Mittelmeer bis 2030 mit Digitalen Stellwerken und ETCS ausgerüstet werden.